# دومینیک بسنئار
دومینیک بسنئار (فرانسوی: Dominique Besnehard‎؛ زادهٔ ۵ فوریهٔ ۱۹۵۴) هنرپیشه و تهیه‌کننده اهل کشور فرانسه است. وی از سال ۱۹۷۵ میلادی تاکنون مشغول فعالیت بوده است.

## قسمتی از فیلمشناسی
- آستریکس و اوبلیکس: مأموریت کلئوپاترا
- پیروزی
- پیر بومارشه
- برای عشق‌هایمان
- درود بر مریم مقدس
- یک روز در موزه
- پازل چینی
- پاپاراتزی
- کارگزار مرا خبر کنید!